# Ауян-Тепуи
Ауя́н-Тепуи́ (исп. Auyán-tepuí, Auyantepui, Auyan Tepuy, что на языке местных индейцев пемон означает «гора дьявола») — известная гора-тепуи (столовая гора) в Венесуэле.
Это очень высокий, но не самый высокий тепуи на Гвианском нагорье, расположенный в департаменте Гран-Сабана штата Боливар. С горы падает водопад Анхель, самый высокий водопад в мире, высотой 979 м с непрерывным падением 807 м. Ауян-Тепуи — гигантское плато, имеет площадь 650 км² и высоту над уровнем моря почти 3 000 м.
Гора получила известность в 1933, когда пилот Джимми Анхель случайно открыл водопад Анхель, во время путешествия в поисках золотой руды, позже его имя стало названием водопада.

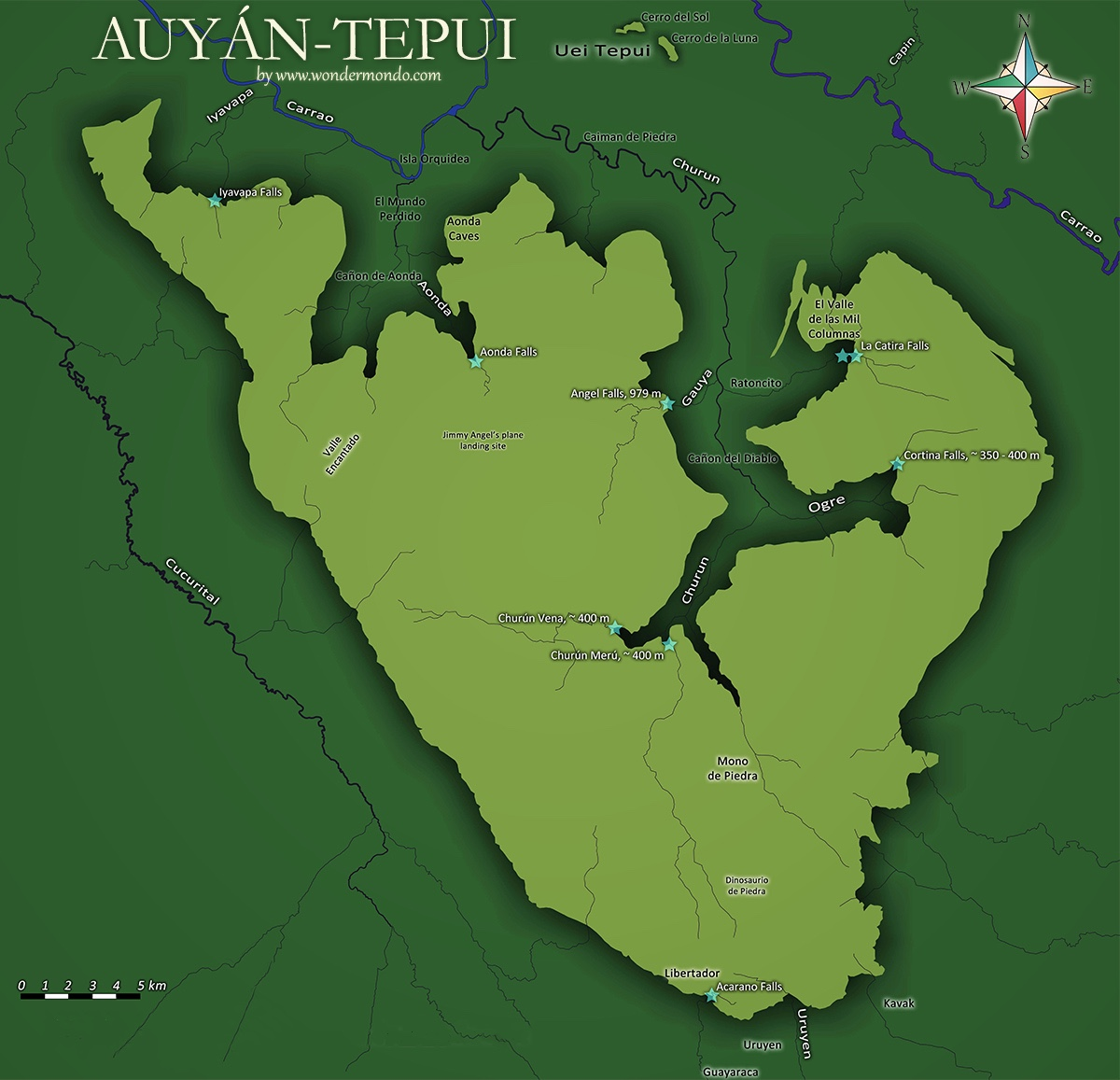
Карта Ауян-тепуи с указанием известных достопримечательностей